# Linognathus
Linognathus är ett släkte av insekter. Linognathus ingår i familjen nötlöss.

## Dottertaxa tillLinognathus, i alfabetisk ordning[1]
- Linognathus aepycerus
- Linognathus africanus
- Linognathus angasi
- Linognathus angulatus
- Linognathus antennatus
- Linognathus antidorcitis
- Linognathus armatus
- Linognathus bedfordi
- Linognathus bhatii
- Linognathus breviceps
- Linognathus brevicornis
- Linognathus cervicaprae
- Linognathus contractus
- Linognathus damaliscus
- Linognathus damarensis
- Linognathus digitalis
- Linognathus elblae
- Linognathus euchore
- Linognathus fahrenholzi
- Linognathus fenneci
- Linognathus fractus
- Linognathus geigyi
- Linognathus gnu
- Linognathus gonolobatus
- Linognathus gorgonus
- Linognathus hippotragi
- Linognathus kimi
- Linognathus lewisi
- Linognathus limnotragi
- Linognathus nesotragi
- Linognathus nevilli
- Linognathus oryx
- Linognathus ourebiae
- Linognathus oviformis
- Linognathus ovillus
- Linognathus panamensis
- Linognathus pedalis
- Linognathus peleus
- Linognathus petasmatus
- Linognathus pithodes
- Linognathus raphiceri
- Linognathus reduncae
- Linognathus saccatus
- Linognathus setosus
- Linognathus sosninae
- Linognathus spicatus
- Linognathus stenopsis
- Linognathus taeniotrichus
- Linognathus taurotragus
- Linognathus tibialis
- Linognathus vituli
- Linognathus vulpis
- Linognathus zumpti